# Cuando salí de Cuba
Cuando salí de Cuba is een lied van Luis Aguilé. Hij bracht het in 1967 uit op een single met Lady op de B-kant. Het verscheen eveneens op zijn gelijknamige debuutelpee. Hij bracht zijn werk toen al in meerdere landen in Latijns-Amerika en in Spanje uit.
Het werd in de loop van de jaren vaak gecoverd. In 1969 werd het door The Tremeloes in het Engels gecoverd onder de titel Once on a Sunday morning. Met deze Engelstalige titel bracht James Last een jaar later een instrumentale versie uit op zijn elpee Beachparty (1970) en in 1979 coverden Adam & Eve het nogmaals op hun album Adam & Eve. Verder verscheen nog een Tsjechische versie van Václav Neckář met de titel Má něco s jedním pánem (1970).
In de originele Spaanse versie verschenen er in de loop van de jaren een groot aantal andere covers, zoals van The Sandpipers (1967), Milva (1968), Roberto Delgado (Horst Wende, 1969), Piet Veerman (1997) en een groot aantal artiesten uit de Spaanstalige landen.
Cuando salí de Cuba betekent Toen ik uit Cuba vertrok. Aguilé droeg het op aan de vluchtelingen die het land verlieten na de Cubaanse Revolutie door Fidel Castro in 1959.

## Piet Veerman
In 1997 werd het lied door Piet Veerman op een single gezet. In de titel staat het woord Cuando abusievelijk met een Q geschreven in plaats van met een C ("Quando salí de Cuba"). Het was de laatste single die Piet Veerman als solo-artiest heeft uitgebracht. Hij heeft daarna nog wel verzamelalbums uitgebracht en nog de single Loving arms (2014) met Melanie Jonk, zijn kleindochter en zangeres die optreedt met de artiestennaam Mell. 1997 was niettemin het jaar sinds wanneer hij niet als in de decennia ervoor nog vrijwel jaarlijks singles en albums uitbracht.
De single leverde hem geen succes op. Hij bracht het verder uit op zijn album Mi vida (My life) (1997) die negen weken in de Album Top 100 stond met nummer 9 als hoogste notering. Ook verscheen het op zijn verzamelalbum Hollands Glorie uit 2010.